# Krobia
Krobia este un oraș în Polonia.